# Raphaël de Brooklyn
Rufāʾīl Hawāwīnī (en arabe : رفائيل هواويني ; anglicisé en Raphael Hawaweeny), en religion Saint Raphaël de Brooklyn, né en 1860 à Beyrouth (Empire ottoman) et mort en 1915 à Brooklyn, est un prélat américain d'origine syrienne, devenu en 1904 le premier évêque grec-orthodoxe consacré en Amérique du Nord, par Tikhon de Moscou. Il est fêté par l'Église orthodoxe d'Antioche le premier samedi de novembre et par l'Église orthodoxe en Amérique le 27 février.